# Инцидент годов Бункю
Инцидент Бункю (яп. 文久の政変 бункю: но сэйхэн), или Инцидент 30 сентября (яп. 八月十八日の政変 хатигацу дзю:хатинити но сэйхэн) — изгнание из Киото членов радикальной партии во главе с представителями княжества Тёсю, совершённое силами умеренной партии во главе с принцем Куни Асахико и княжествами Сацума и Айдзу. Состоялся 30 сентября 1863 года.

## Ход событий
После 1862 года представители радикального движения против правительства и иностранцев Сонно Дзёи, возглавляемые княжеством Тёсю, в союзе с молодыми столичными аристократами, планировали изгнать иностранцев из Японии, ликвидировать сёгунат и восстановить прямое императорское правление в стране. Они планировали обратиться к императору с собственными предложениями в августе 1863 года во время его поездки в провинцию Ямато. В ответ представители умеренного движения, ратовавшие за образование самурайско-аристократического союза, среди которого были правители княжеств Сацума и Айдзу, принц Куни Асахико, кампаку Коноэ Тадахиро, правый министр Нидзё Нариюки, киотский инспектор Мацудайра Катамори и другие, провели тайное совещание, на котором решили помешать оппонентам приблизиться к императору и выгнать их из столицы.
Утром 30 сентября в императорском дворце, который охраняли воины Сацумы и Айдзу, приняли решение прервать путешествие императора в Ямато. Одновременно воинов княжества Тёсю освободили от обязанности охранять квартал Сакаи в столице. Члены умеренной партии получили разрешение от Императора Комэя запретить двадцати радикально настроенным аристократам во главе с Сандзё Санэтоми являться в императорскому двору. В результате воины Тёсю, опальные аристократы и радикально настроенные самураи оставили Киото, отправившись на запад в Тёсю. Столица временно оказалась во власти приверженцев сёгуната и лидеров умеренной партии.